# چیچن ایتزا
چیچن ایتزا (‎/tʃiːˈtʃɛn iːˈtsɑː/‎ chee-CHEN eet-SAH, اسپانیایی: Chichén Itzá‎ ،([tʃiˈtʃen iˈtsa]اثری باستانی از تمدن مایا است که در کشور مکزیک واقع شده‌است. کلمه چیچن ایتزا به معنی «در کنار دهانه چاه ایتزا» است که خود «ایتزا» احتمالاً در زبان مایاها به معنی جادو یا جادویی بوده‌است. این اثر جزو میراث جهانی یونسکو به‌شمار می‌رود.
در سال ۲۰۰۷ میلادی، این اثر به‌همراه ۶ اثر دیگر در یک رای‌گیری جهانی به‌عنوان یکی از عجایب هفتگانه جدید معرفی شدند. بسیاری از باستان‌شناسان معتقدند چیچن ایتزا در حدود هزار سال پیش پایتخت یکی از پادشاهان مایاها به نام «تاپیلتزین چه کوئتزالکوتل» بوده‌است. کاربرد این معبد تقدیم قربانی به خدای باران مایاها، چاک، بوده‌است. قربانی کردن انسان نیز در این معبد معمول بوده و بقایای انسان‌های قربانی شده نیز در معبد یافت شده است.

## محوطه
محوطه چیچن ایتزا شامل چندین ساختمان سنگی است که قبلاً به‌عنوان قصر، معبد، حمام، مغازه و غیره به کار می‌رفته‌اند. قسمت‌های مهم آن عبارتند از:
- El Castillo (قلعه)
  - مهم‌ترین اثر این مجموعه، El Castillo (قلعه) است که عبارتست از هرمی پلکانی که از هر چهار طرف دارای پله‌هایی تا بالای هرم است. این معبد، متعلق به خدای آسمان بوده‌است.
- معبد جنگجویان
- محوطه بازی
- سایر سازه‌ها
  - معابد و سازه‌های دیگری نیز در محوطه اثر تاریخی چیچن ایتزا قرار دارند. در زمین‌های این منطقه دو چاله بزرگ آب وجود دارد که به گمان باستان شناسان، مردم ساکن این منطقه از ٱن برای زندگی‌شان استفاده می‌کردند.

## عجایب

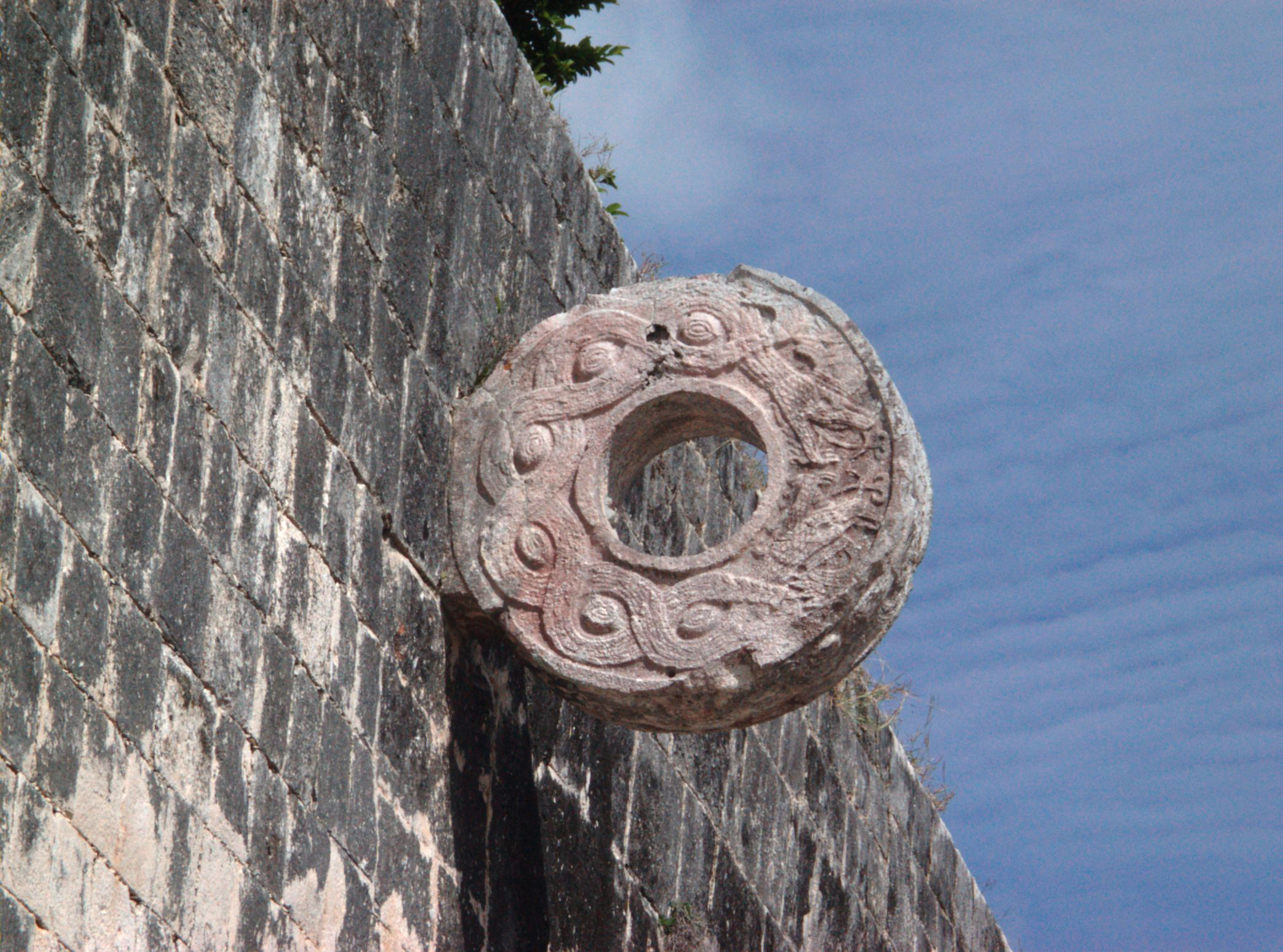
نقش‌های برجسته حلقوی

در این محوطه‌ها چندین نقش برجسته وجود دارد که بسیاری از آنها تقریباً به شکل حلقه‌اند و به‌وسیلهٔ مردمی فاقد ابزار فلزی کنده شده‌اند. در دیوارهای شهر قطعات بزرگی از سنگ با اشکال نامشخص وجود دارد که آنقدر دقیق بریده شده‌اند که کاملاً به هم جفت می‌شوند به طوریکه جایی برای عبور یک تیغه کارد بین آنها نمی‌ماند.

## نگارخانه

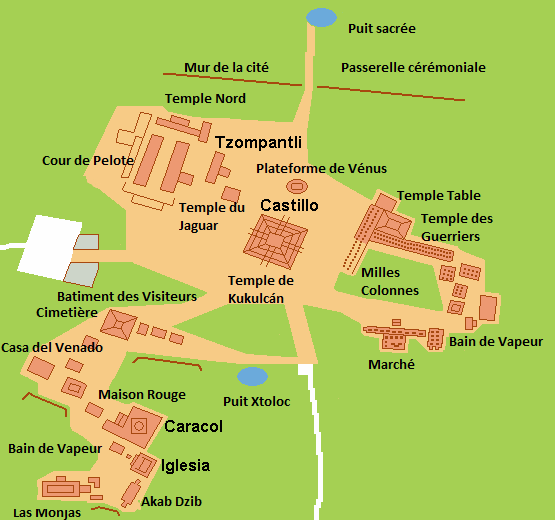
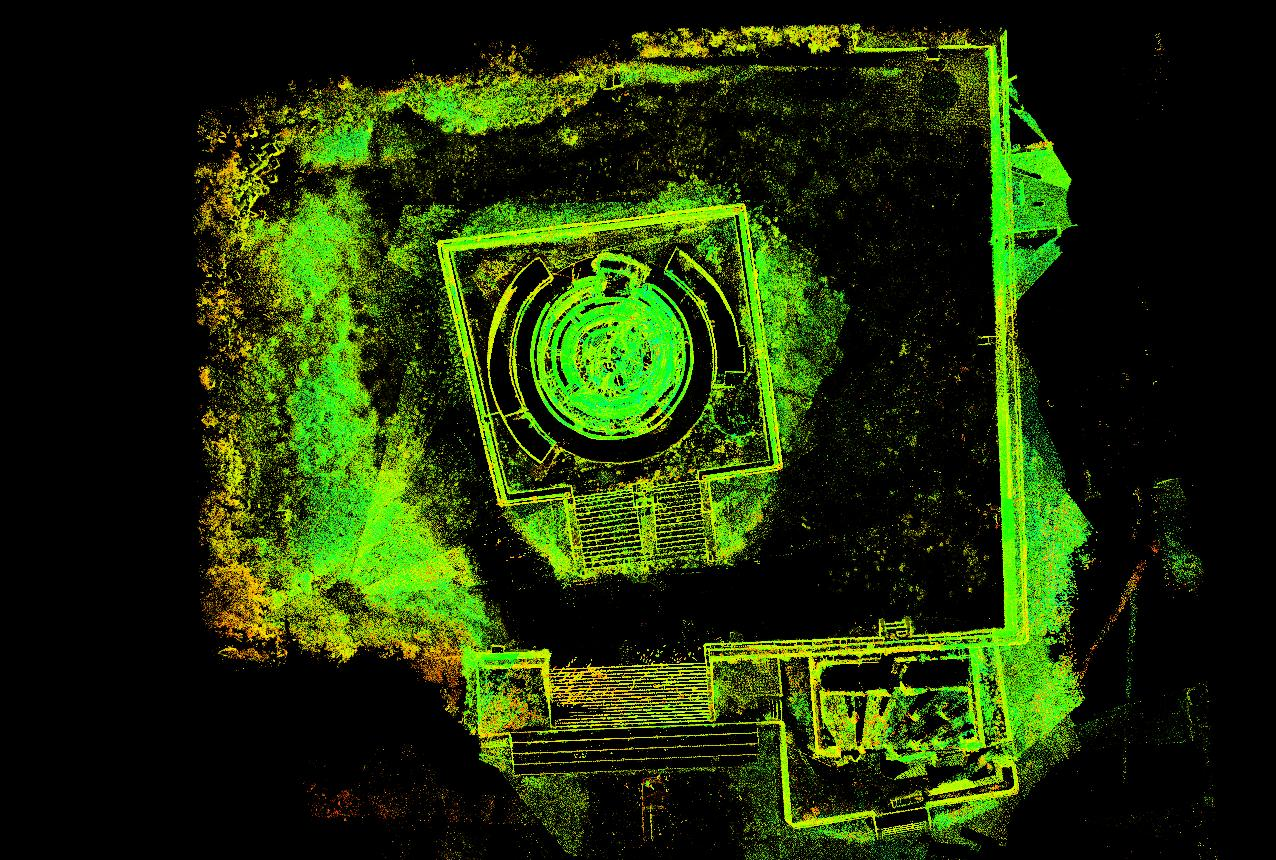
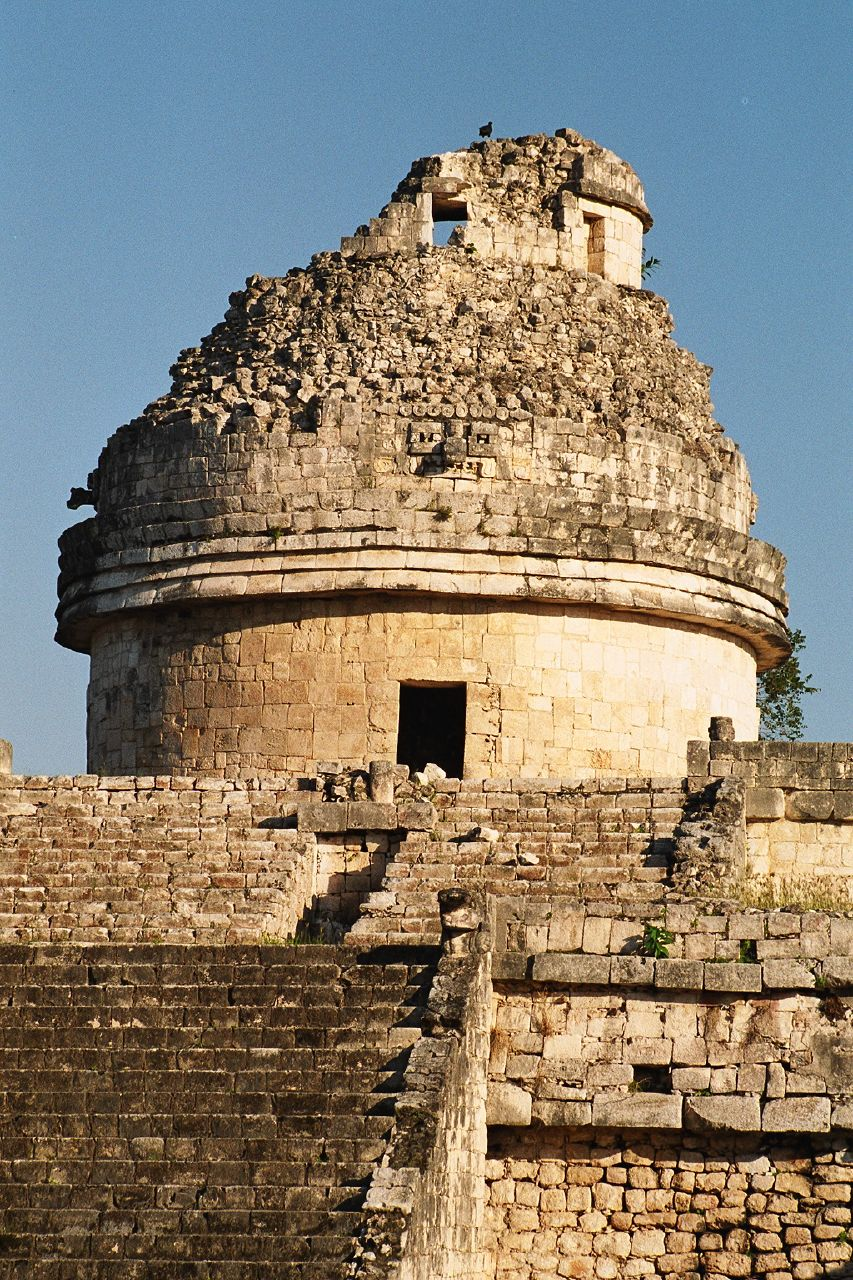
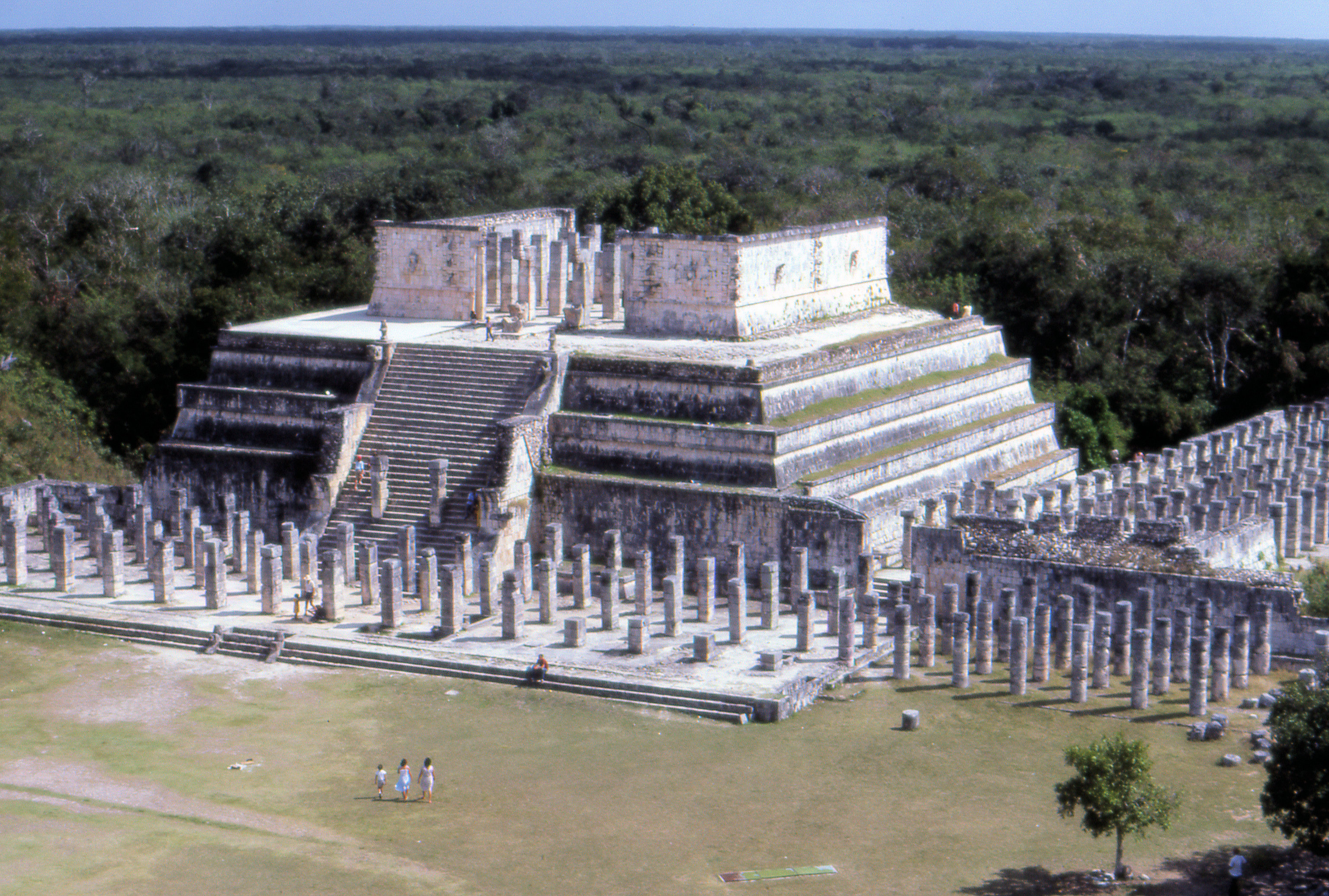
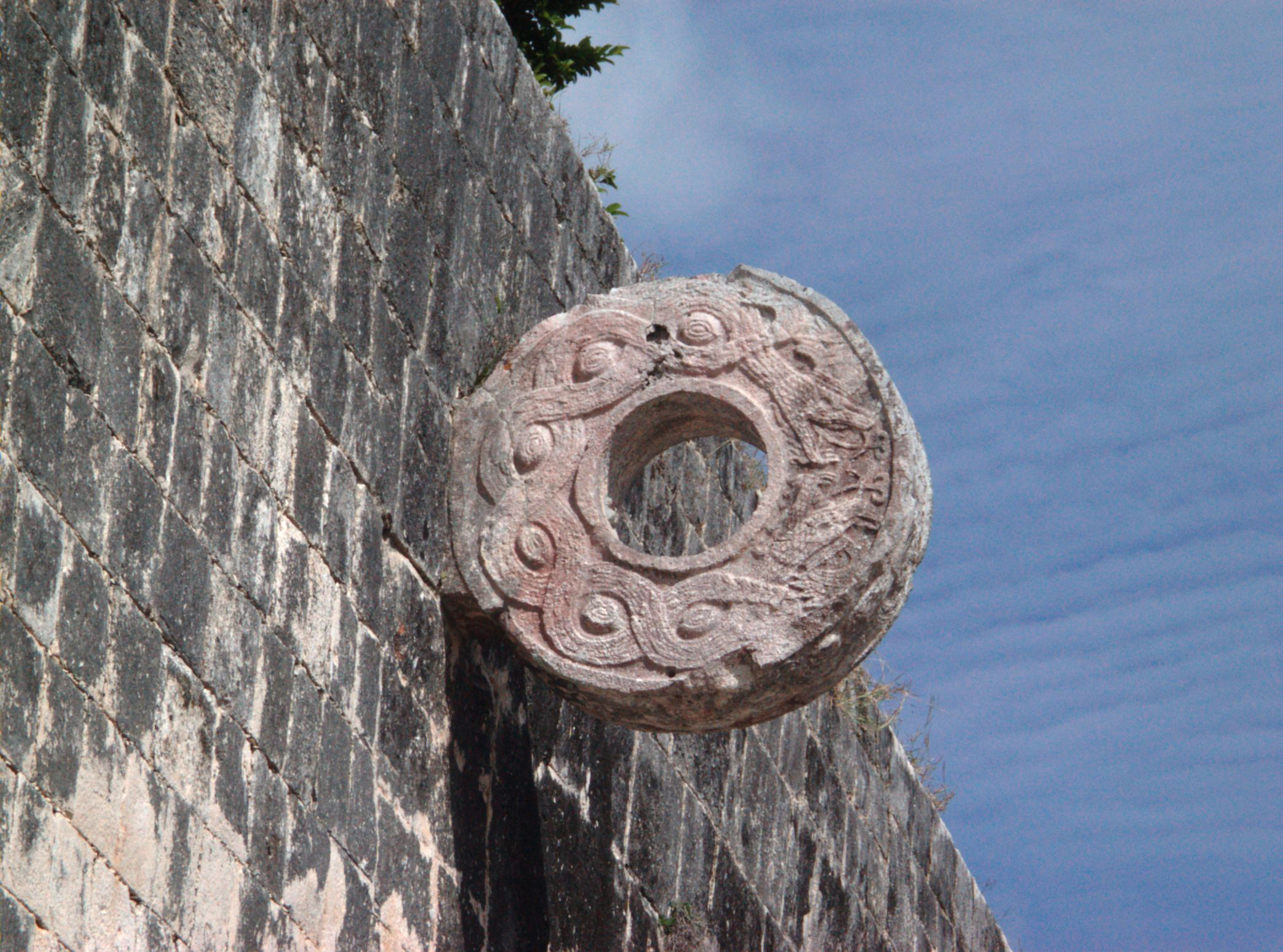
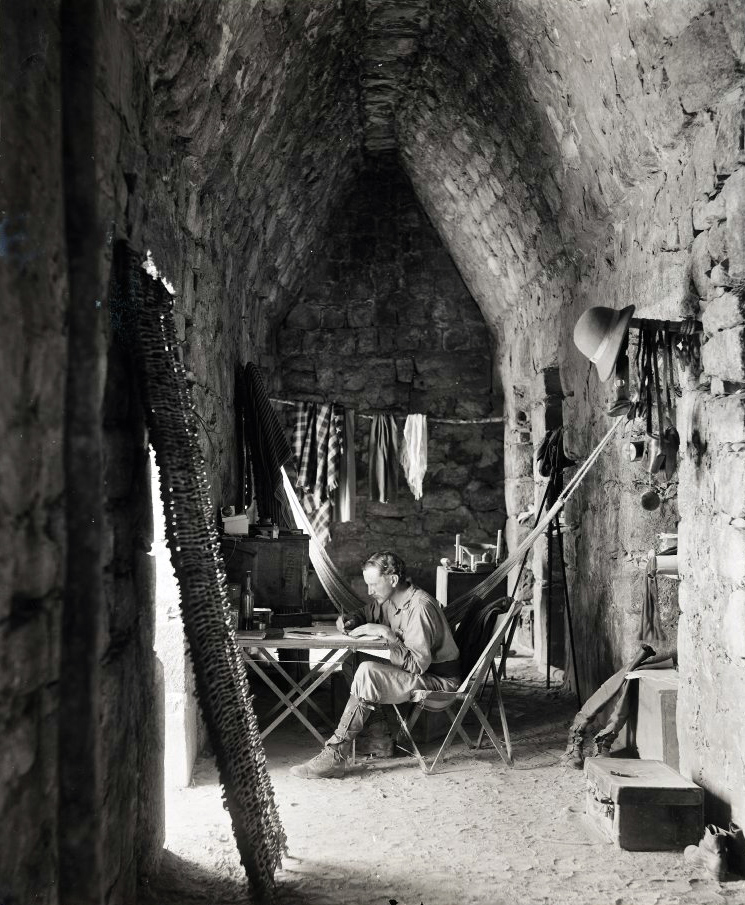
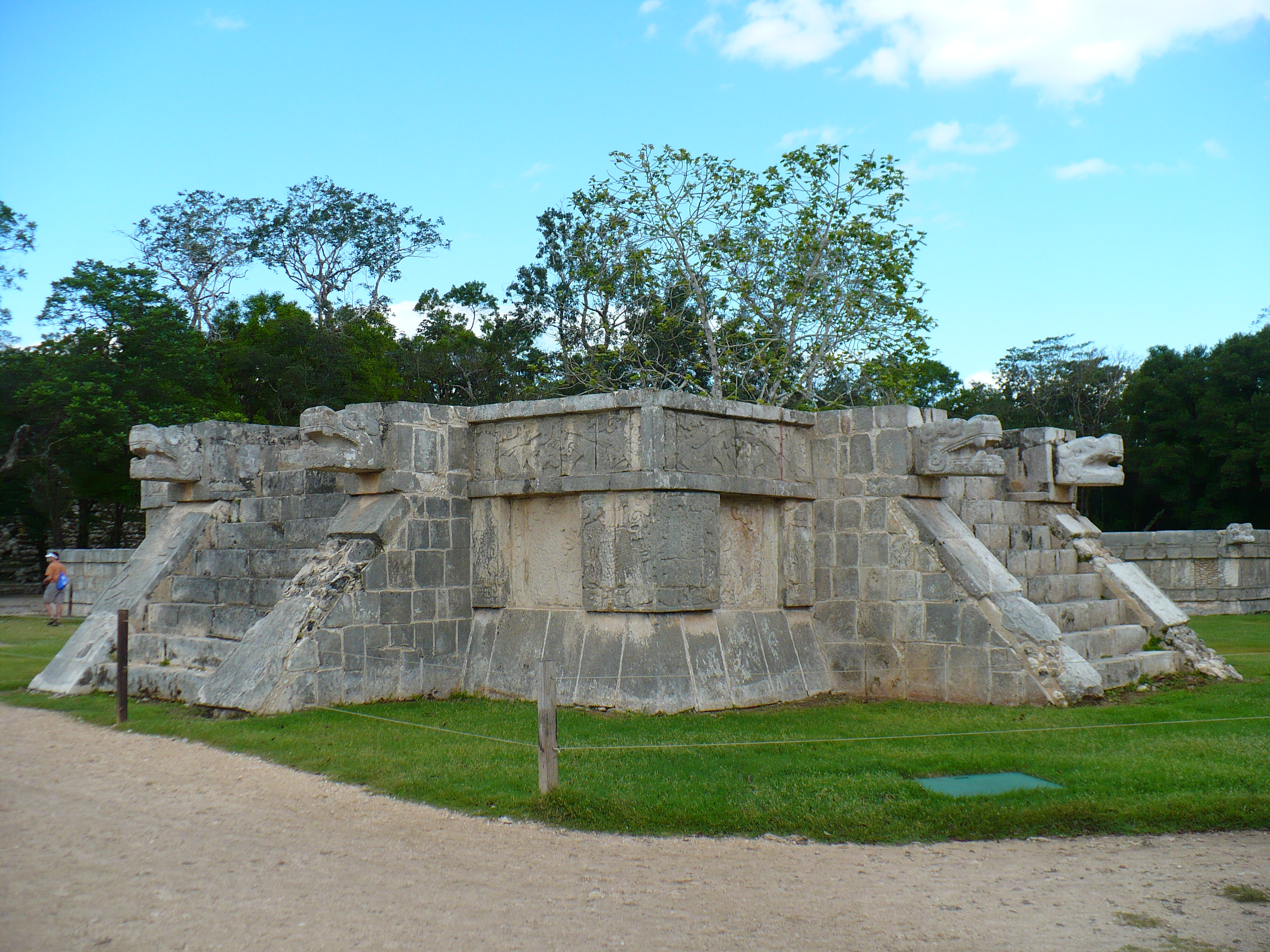
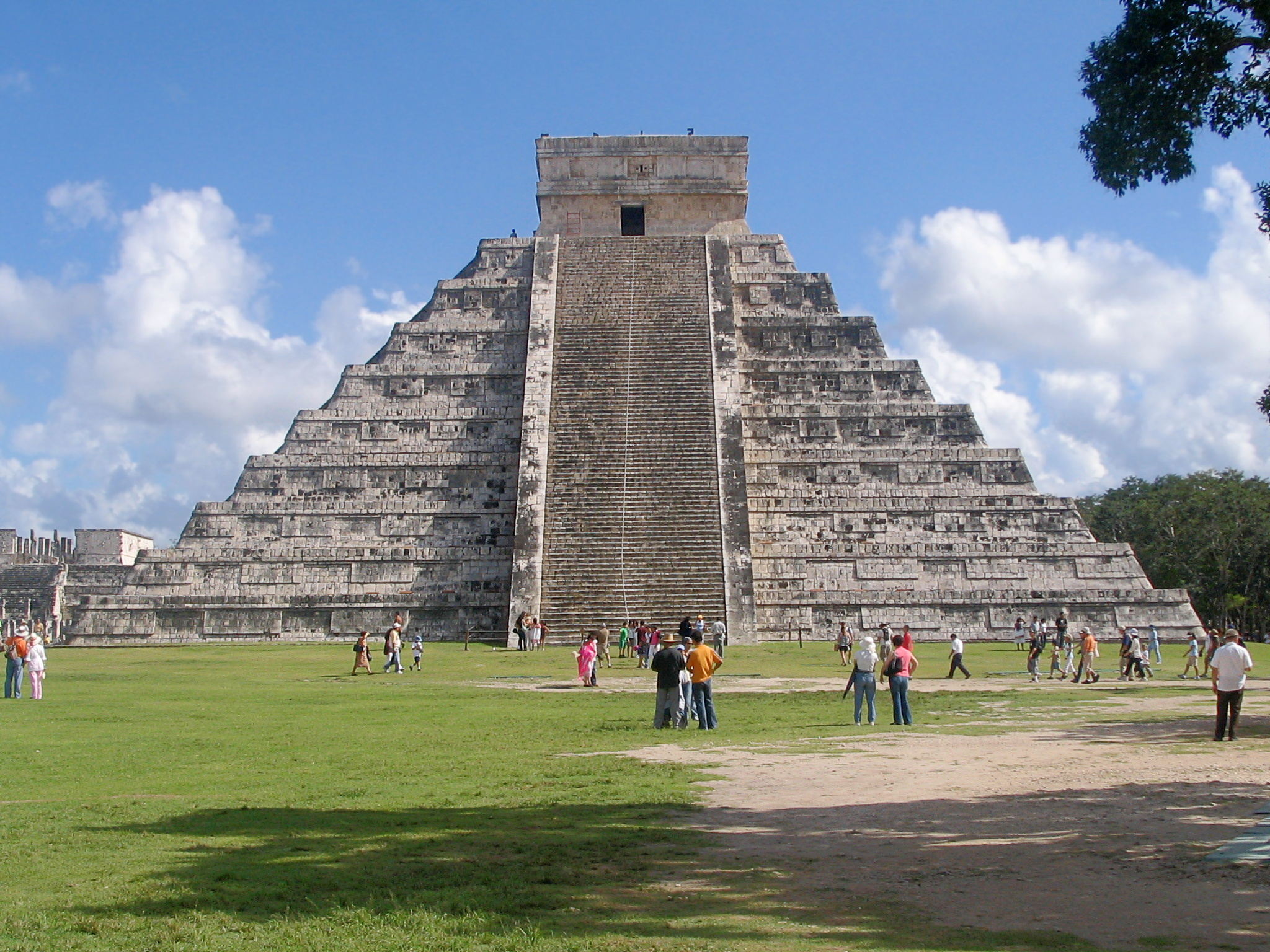
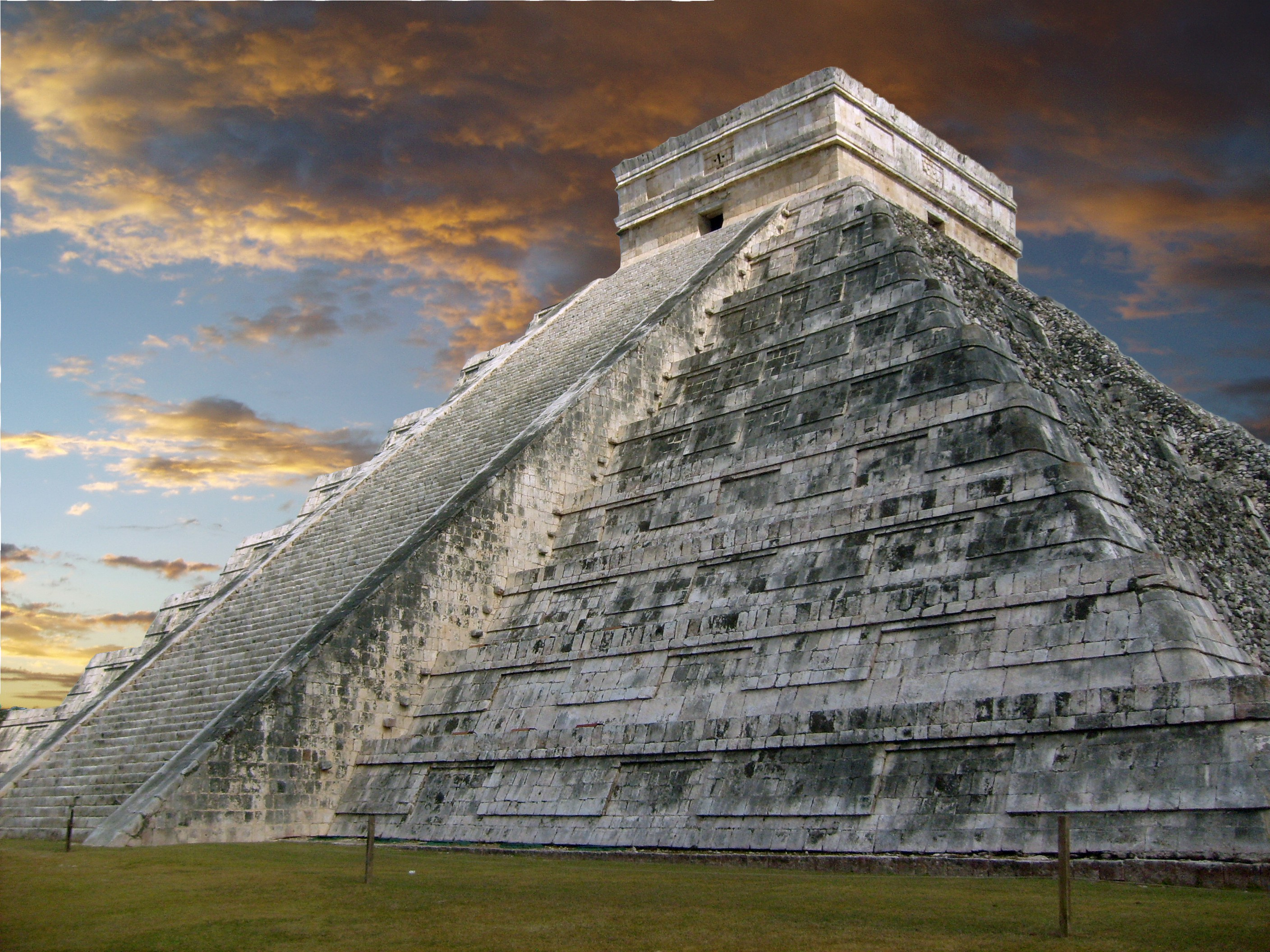
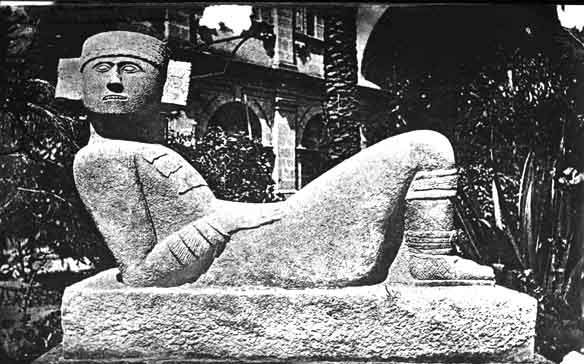
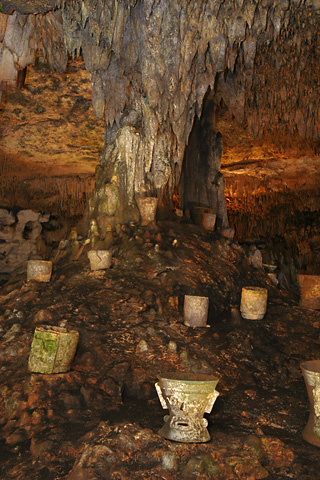
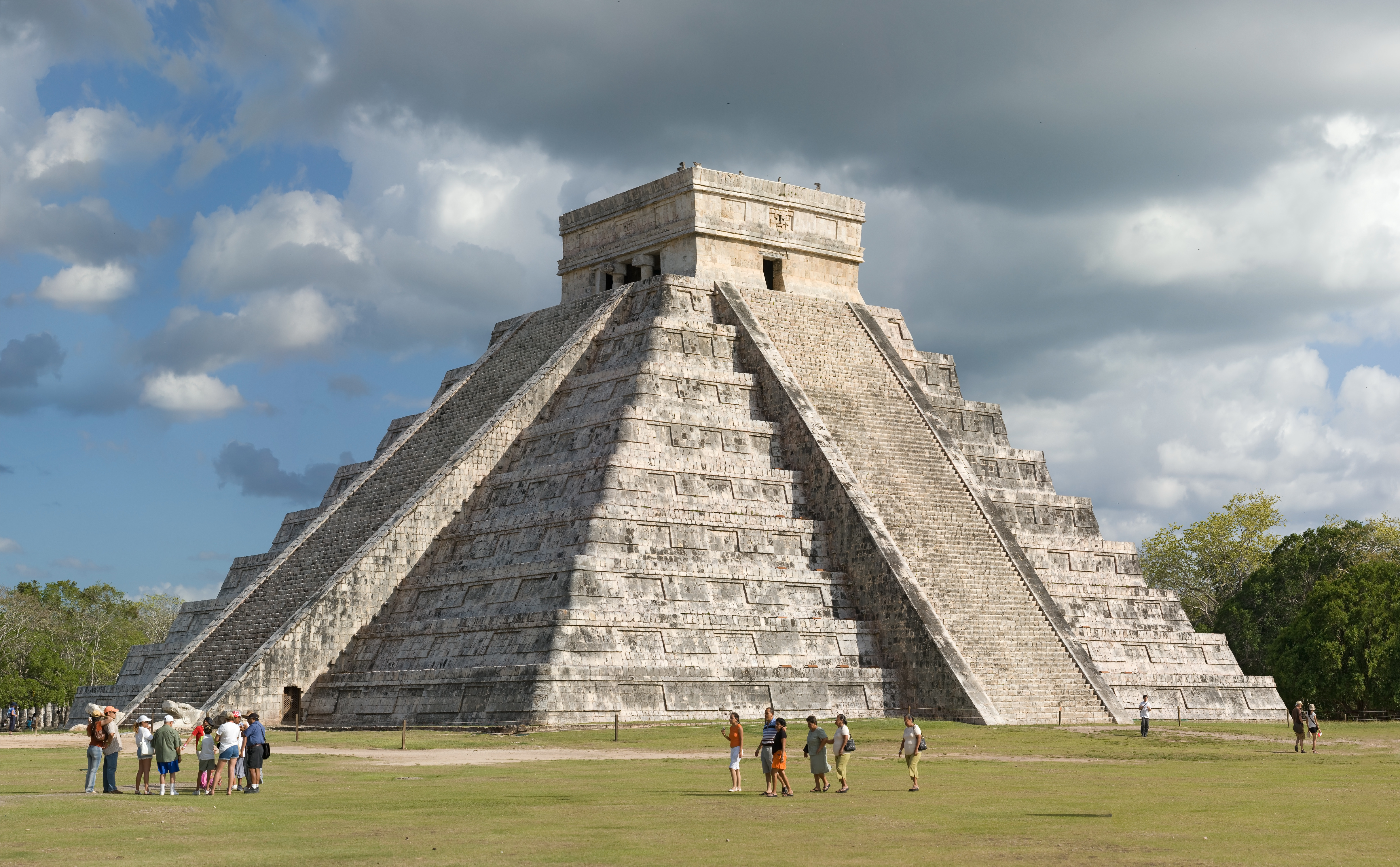